# Ikarus E95
Az Ikarus 395, majd 1997-től  Ikarus E95 az Ikarus Egyedi Autóbuszgyár Kft. autóbusza.
Hiánypótló fejlesztésül szolgált a városközi távolsági forgalomban részt vevő, főleg Volán járatos buszoknál. Felszereltsége és külleme azonban lehetővé tette a nemzetközi és a turistaforgalom szállítmányozási problémáinak a leküzdését is.
Az Ikarus Egyedi Autóbuszgyár Kft. 1997 óta használja típusain az „E95” megjelölést a „395” helyett.
Főleg Rába, Volvo, és Scania alvázakra kézi váltóval, 12 méteres hosszban gyártották. Létezik hosszabb típusvariációja, automata vagy Detroit Diesel motorral hajtott változatok is, de olasz megrendelésre DAF alvázas változata is készült. Rába alvázas változata rendelhető volt Detroit Diesel motorral (a Volánbusz rendelkezik ilyen busszal), MAN motorral (szintén Volánbusz). Torma Lajos nevéhez fűződik a karosszéria fejlesztési munkáinak és irányvonalának meghatározása. 2001-ben homlok- és hátfalmodosítást hajtottak rajta végre, így még esztétikusabb lett. Az összeszerelési minőség is egyre javult. 2003-ban új típusváltozata jelent meg, 12,9 méteres hosszal, magasabb padlószinttel, és a 'B' tengely mögé került második ajtóval. Ez lett az E95 Express, amelyet az E95 és az E98 típusok közös utódjának szántak. Az E95 Express E95M jelű, Rába alvázas, Mercedes motoros változata 2003-ban megnyerte a Magyar Honvédség tenderét, így ott fut belőle közel 20 darab. A Scania alvázas Expressből mindössze 3 darab készült. Az E95 Express gyártása (és így az E95-é is) 2005-ben fejeződött be.

## Külső hivatkozások
- Ikarus E95